# Університет Порту
Університет Порту (порт. Universidade do Porto; лат. Universitas Portucalensis) — державний університет у Португалії. Розташований у Порту. Другий університет країни. Заснований 22 березня 1911 року. Підпорядковується Міністерству науки, технології і вищої освіти. Має кампус у Порту. Поділяється на такі факультети: архітектурний; образотворчих мистецтв; природничий; харчування; спортивний; юридичний; економічний; інженерний; фармацевтичний; гуманітарний; медичний; стоматологічний; психологічний. Має магістратуру й аспірантуру. При університеті діє інститут біомедичних наук. Скорочений запис — U.Porto.

## Історія
Попередниками університету є морехідна академія, заснована королем Жозе I в 1762 році, й академія малювання та креслення, створена королевою Марією I в 1779 році. Пізніше академії було об'єднано в єдину Політехнічну академію Порту.
Знову відкрився 16 липня 1911 року, за часів Першої Португальської республіки. Першим ректором було призначено математика Франсішку Гоміша Тейшейру. Нині університет є економічно та з наукової точки зору незалежним.
Девізом університету стала фраза лат. Virtus Unita Fortius Agit. 15 його факультетів зосереджені в трьох кампусах. Університет Порту підтримує зв'язки більш ніж із 500 університетами в різних країнах світу.

## Факультети
- Архітектурний факультет
- Факультет образотворчих мистецтв
- Факультет вишуканого мистецтва
- Природничий факультет
- Факультет харчування
- Спортивний факультет
- Юридичний факультет
- Економічний факультет
- Інженерний факультет
- Фармацевтичний факультет
- Гуманітарний факультет
- Медичний факультет
- Стоматологічний факультет
- Психологічний факультет